# Assecatge
L'assecatge  (en anglès: Drying) és el procés de transferència de massa que consiteix en treure l'aigua o un altre solvent per evaporació d'un sòlid, d'un semi-sòlid o d'un líquid. Aquest procés sovint és el pas final de la producció abans de vendre o envasar un producte. Per a l'assecatge cal una font de calor i un agent per a llevar el vapor que es produeix. En bioproductes com els aliments, llavors i productes farmacèutics com els vaccins, el solvent que s'ha de treure és gairebé sempre l'aigua.
En la majoria dels casos comuns s'aplica la calor per convecció amb un corrent de gas, per exemple l'aire, i s'emporta el vapor com humitat. Altres possibilitats són l'assecatge per buit on la calor es proveeix per conducció o radiació (o microones) mentre que el vapor que es produeix així es treu pel sistema de buit en el qual la superfície escalfada es fa servir per a fornir l'energia i uns aspiradors condueixen el vapor fora de la cambra. No es considera "assecatge" l'extracció d'un solvent, per exemple l'aigua, per centrifugació.

## Mecanisme d'assecatge
En alguns productes a l'origen relativament molt humits es pot observar una reducció linear de la seva humitat en funció del temps durant un període curt i això rep el nom de "període de taxa constant d'asssecatge". La taxa d'assecatge durant aquest període depèn de la taxa de transferència de calor cap al material per a ser assecat. Si l'assecament continua el pendent de la corba, la taxa d'assecatge, esdevé menys pronunciada (període de caiguda de la taxa) i eventualment tendeix a ser horitzontal durant molt de temps. El contingut d'humitat del producte és aleshores constant al "contingut d'humitat en equilibri", on hi ha un equilibri dinàmic amb el medi deshidratant. En el període de la caiguda de la taxa, la migració de l'aigua des de l'interior del producte a la superfície es fa principalment per difusió molecular, és a dir que el flux d'aigua és proporcional al gradient de contingut d'humitat. Això significa que l'aigua es desplaça des de les zones amb alt contingut d'humitat a les zones amb valors baixos que és un fenomen explicat per la segona llei de la termodinàmica. Si l'eliminació d'aigua és considerable, els productes normalment experimentaran contracció i deformació, excepte en un procés ben dissenyat de liofilització. La taxa d'assecatge en el període de caiguda de la taxa és controlada per la velocitat d'eliminació de la humitat o solvents des de l'interior del sòlid que s'asseca i es coneix com a transferència de massa limitada.